# 札幌市立厚別北中学校
札幌市立厚別北中学校（さっぽろしりつあつべつきたちゅうがっこう）は、札幌市厚別区にある市立の中学校である。
厚別通小学校や厚別北小学校からの生徒が主である。

## 沿革
- 1997年5月8日 - 校名が現名称に決定する。
- 1998年3月25日 - 2･3年生を受け入れる。
- 1998年3月26日 - 開校。
- 2008年9月4日 - 全日本吹奏楽コンクール中学の部 金賞受賞